# Associazione Olimpica e dei Giochi del Commonwealth del Belize
L'Associazione Olimpica e dei Giochi del Commonwealth del Belize (nota anche come Belize Olympic and Commonwealth Games Association in inglese) è un'organizzazione sportiva beliziana, nata il 1967 nella città di Belize.
Rappresenta questa nazione presso il Comitato Olimpico Internazionale (CIO) dal 1967 ed ha lo scopo di curare l'organizzazione ed il potenziamento dello sport in Belize e, in particolare, la preparazione degli atleti beliziani, per consentire loro la partecipazione ai Giochi olimpici. L'associazione è, inoltre, membro dell'Organizzazione Sportiva Panamericana.
L'attuale presidente dell'organizzazione è Edward Pitts, mentre la carica di segretario generale è occupata da Hilly Martinez.